# Hafsa Sultan
Titre
1re Sultane Validé de l'Empire Ottoman
30 septembre 1520 – 19 mars 1534
(13 ans, 5 mois et 17 jours)
Hafsa Sultan (vers 1479 - 19 mars 1534) était la sultane validé (Reine mère) de l'Empire ottoman ainsi que l'épouse de Sélim Ier et mère de Soliman le Magnifique, Hatice, Şah, Fatma et Beyhan sultan. Pendant la période du couronnement de son fils en 1520 et sa mort en 1534, elle était une des personnes les plus influentes de l'empire.

## Biographie
Elle était autrefois considérée comme une fille de Mengli Ier Giray du Khanat de Crimée ; d'après un document contemporain elle serait en réalité une esclave convertie,.
Après avoir résidé à Manisa dans l'ouest de la Turquie avec son fils, qui en était le gouverneur entre 1513 et 1520, la région étant une des traditionnelles résidences des princes héritiers du trône qui apprenaient alors à régner, Hafsa Sultan est l'initiatrice du Mesir Festival, une tradition locale jusqu'à aujourd'hui. Elle avait aussi un large complexe se constituant d'une mosquée, une école primaire, un collège et hospice construit en ville.
Elle fut la première épouse impériale à être appelée par le titre "Valide Sultan" qui veut dire reine mère. Sa période a marqué le statut de changement des pouvoirs de la mère du sultan, lui donnant alors une plus grande part du pouvoir. Outre la naissance de son fils Soliman, né le 6 novembre 1494 à Trabzon, elle eut aussi trois filles : Hatice, Şah et Fatma.
Hafsa Sultan décède en mars 1534 et a été inhumée près de son mari dans un mausolée derrière le mur de la Qiblah de Yavuz Selim Mosque, à Fatih, Istanbul. Le mausolée fut en partie détruit à cause d'un tremblement de terre en 1884. Le mausolée fut reconstruit dans les années 1900, laissé inachevé et sa tombe est aujourd'hui plus simple qu'elle ne l'était avant.

## Autres
Dans la série Muhteşem Yüzyıl, le rôle de la mère du sultan Soliman le Magnifique est joué par l'actrice turque et ancienne miss Turquie Nebahat Çehre.